# Academic.ru
«Academic.ru» («Академик» или «Словари и энциклопедии на „Академике“») — интернет-сервис для поиска информации по базе словарей, энциклопедий, книжных магазинов и фильмов. Материалы приведены без соблюдения авторских прав, но, тем не менее, сайт часто используется в ссылках на словари и энциклопедии.

## История
Сайт был создан 18 декабря 2000 года компанией «Центр телекоммуникаций» (Игорь Кузьмин, Марк Адаменко, Иван Кузьмин, Кирилл Журавлёв и Роман Кокотушкин) и за всё время своего существования был доступен по адресу dic.academic.ru. Домен academic.ru изначально являлся страницей компании, позднее — техническим сервером: на поддоменах размещались различные проекты «Центра телекоммуникаций»; с 2006 года полностью отдан под «Словари и энциклопедии на Академике».

## Разделы сайта
- Толкования — поиск по словарям и энциклопедиям (на главной странице указаны не все; см. также полный список); в приводимых после статей источниках часто не указан ни автор, ни издательство.
- Переводы — поиск по двуязычным словарям; перевод предложений и текстов недоступен.
- Книги — аннотации книг, скопированные из интернет-магазинов; ссылка «купить» ведёт на оригинальный сайт.

## Факты
Статьи в разделе «Википедия» подписаны «Wikimedia Foundation. 2010». В действительности раздел состоит из всех статей Википедии за 22 декабря 2012 года и некоторых удалённых ранее.